# پتر زول
پتر زول (انگلیسی: Peter Žulj؛ زادهٔ ۹ ژوئن ۱۹۹۳) بازیکن فوتبال اهل اتریش است که در باشگاه فوتبال استقلال تهران بازی می کند.
از باشگاه‌هایی که در آن بازی کرده‌است می‌توان به باشگاه فوتبال راپید وین، باشگاه فوتبال ولفسبرگر، باشگاه فوتبال هارتبرگ، باشگاه فوتبال آدمیرا واکر مودلینگ، باشگاه فوتبال اندرلخت، و باشگاه فوتبال اشتورم گراتس اشاره کرد.
وی همچنین در تیم‌های ملی فوتبال Austria national under-17 football team, Austria national under-19 football team، زیر ۲۱ سال اتریش، و اتریش بازی کرده‌است.